# Foy Draper
Foy Draper (Georgetown, 26 novembre 1911 – Kasserine, 1º febbraio 1943) è stato un velocista statunitense, campione olimpico della staffetta 4×100 metri ai Giochi di Berlino 1936.

## Biografia

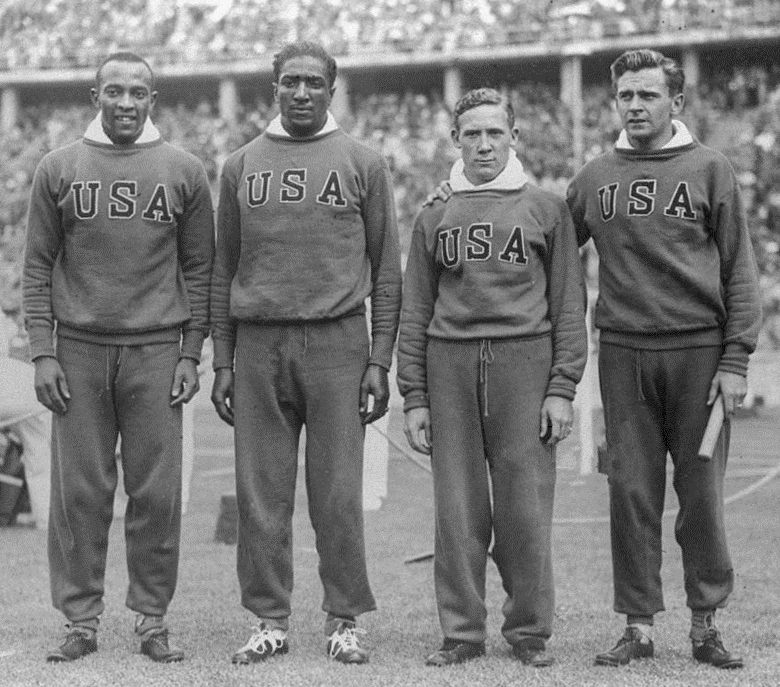
Foy Draper (terzo da sinistra) con i compagni della 4×100 ai Giochi olimpici di.

Dopo aver corso alla Huntington Park High School di Los Angeles si iscrisse alla University of Southern California e vinse le 220 iarde ai campionati IC4A del 1935.
Pur essendo alto solamente 165 cm, disponeva di una muscolatura e una resistenza incredibili per compensare la falcata più corta. Ai Giochi olimpici di Berlino 1936 corse la terza frazione della staffetta 4×100 metri statunitense (composta oltre a lui da Jesse Owens, Ralph Metcalfe e Frank Wykoff) che vinse la medaglia d'oro stabilendo il nuovo record mondiale con il tempo di 39"8.
Durante la seconda guerra mondiale prestò servizio come pilota su un bombardiere Douglas A-20 Havoc a Thélepte, in Tunisia. Il 4 gennaio 1943 decollò da Thélepte verso Fondouk insieme a due membri dell'equipaggio per prendere parte alla battaglia del passo di Kasserine, senza fare mai più ritorno. La sua data di morte è solitamente indicata come il 1º febbraio 1943, sebbene la sua lapide al North Africa American Cemetery di Cartagine riporti come data di morte il 4 gennaio 1943.

## Palmarès
| Anno | Manifestazione  | Sede    | Evento  | Risultato | Prestazione | Note |
| ---- | --------------- | ------- | ------- | --------- | ----------- | ---- |
| 1936 | Giochi olimpici | Berlino | 4×100 m | Oro       | 39"8        |      |